# 1921 au Yukon
Chronologie du Yukon
- 1917
- 1918
- 1919
- 1920
- 1921
- 1922
- 1923
- 1924
- 1925

Cette page concerne des événements d'actualité qui se sont produits durant l'année 1921 dans le territoire canadien du Yukon.

## Politique
- Commissaire de l'or : George P. MacKenzie
- Législature : 5e

## Événements
- 6 décembre : le Parti libéral de Mackenzie King remporte l'élection fédérale avec 121 députés élus. Le Parti progressiste obtient 65 députés et les conservateurs d'Arthur Meighen se retrouvent troisièmes avec 51 élus. Dans la circonscription du territoire du Yukon, le conservateur et ex commissaire George Black l'emporte face au libéral et ex commissaire Frederick Tennyson Congdon (en).

## Naissances
- 12 novembre : Gordon Robertson Cameron, maire de Whitehorse et commissaire du Yukon († 10 août 2010)
- 8 décembre : Edith Josie (en), écrivain († 31 janvier 2010)